# 定林寺 (土岐市)
定林寺（じょうりんじ）は、かつて美濃国土岐郡に存在した臨済宗の大寺院。現在は観音堂のみが残っている。

## 歴史
美濃国の守護の土岐頼貞の開基、佛光國師(無学祖元)を勧請開山としているが、
実質の開山は鎌倉の円覚寺の開山である無学祖元の高弟である佛国国師(高峰顕日）を迎えて開山した。
東濃では最初の禅宗寺院であり七堂伽藍が備わった大寺院であった。寺域は800メートル四方あったとみられ、現在に残る地名として、あみだが池、観音堂、おさる堂、上人塚、大門、正庵、寺屋敷などがある。
永禄8年（1565年）、武田信玄の重臣であった秋山虎繁と野村長門守が土岐郡に侵攻し、神篦城付近で織田方と両軍が衝突した（高野口の戦い）。
秋山は配下の仁木(山中)藤九郎なる者に150騎を授けて土岐郡の寺社を悉く焼討した。この時に土岐郡では定林寺・天福寺・明白寺・光善寺・酒波神社が焼討され一旦廃寺となった。
延宝5年(1677年)、定林寺村を領地としていた岩村藩主の丹羽氏明の家臣であった杉山駒之助・深見五郎左衛門らが観音堂を再建したことが観音像の銘によってわかる。
この観音像には旧銘があり
これによって、安土桃山時代の文禄2年(1593年）に観音堂のみが再興され、江戸時代の延宝5年(1677年）に修理されて再々興されたことがわかる。
元禄年間(1688～1704年)に土岐郡三十三所巡礼の二番札所となった。
昭和50年（1975年）に宗教法人となった。

### 寺号の由来
寺号は、かつて江寧府（現在の中国の南京市）に存在した鐘山定林寺の地勢に似ていることから採られている。

### 建立に関する諸説
①『土岐頼兼公記』には、開山の佛光國師(無学祖元)の生存中の弘安年間(1278年～1288年)と記されている。
➁佛国国師(高峰顕日）の没年である1316年以前と考えられる。
➂正和2年（1313年）、土岐頼定の父の土岐光貞の三十三回忌が定林寺で営まれたと記録があるため、それ以前の開創であるとみられる。
④『美濃諸氏傳』には、建武年間の1334年～1335年としている。
⑤『浅野氏系譜』には、土岐頼遠が父の頼定の死後の暦応3年(1340年)の建立とある。

### 十刹
臨済宗の寺院には、五山・十刹・諸寺の区別があるが、定林寺は鎌倉五山に次ぐ十刹の中の八位の大寺院であった。
暦応3年（1439年）に十刹に列せられた。

### 歴代住持
- 勧請開山　　佛光國師(無学祖元)
- 第一世　　　佛國國師(高峰顕日)
- 第二世　　　正覚國師(無窓疎石)
- 第三世　　　頌公妙偈
- 第四世　　　笑渓妙虎
- 第五世　　　恵江首座
- 第六世　　　善方首座
- 第七世　　　妙高首座
- 第八世　　　佛種恵済禅師(慶圓月心)
- 第九世　　　普覚圓光禅師(白崖寶生)
- 第十世　　　頌山座元
- 第十一世　　方心圓
- 第十二世　　景菊存中
- 第十三世　　昌致知礼西堂
- 第十四世　　玄徳西堂
- 第十五世　　温中承顒西堂
- 第十六世　　等邁西堂
- 第十七世　　景忠西堂
- 第十八世　　寿崇首座　寛正2年(1461年)、定林寺を復興した。
- 第十九世　　景稜西堂
- 第二十世　　中濃西堂
- 第二十一世　脊桃西堂

### 定林寺五景
定林寺では小室峯・曹源川・利生塔・普照庵・一滴亭を五景と称した。
小室峯は、中国河南省の嵩山の別峯のことで達磨大師が修行をした嵩山少林寺があり、現存する観音堂の裏山を小室峯と名付けたものであろう。曹源川とは小室峯から流れ出る沢水を名付けたものであり、定林寺に居た方心圓禅師の画像の賛に「山上菊泉美且甘、袞袞流芳幾千歳」と記されているのは、この沢水のことを言うのであろう。
利生塔は、佛國國師(高峰顕日)の霊骨及び土岐頼貞の父の光定の遺骨を安置したところである。
普照庵は、開山の佛光國師(無学祖元)の像を祀っていた庵寺である。
一滴亭とは、禅家の心をもって心に伝えることを意味する言葉を取って名付けたものと考えられる。